# 五十嵐徹人
五十嵐 徹人（いがらし てつと、1967年〈昭和42年〉9月23日 - ）は、日本の運輸・国土交通官僚。

## 来歴
神奈川県出身。栄光学園高校を経て、1991年（平成3年）、東京大学法学部を卒業。同年運輸省に入省。
入省後、航空局監理部航空事業課課長補佐、近畿運輸局自動車交通部長、国土交通省大臣官房総務課企画専門官、海事局総務課企画室長、国土交通省総合政策局政策課政策企画官、外務省在英国日本国大使館参事官、鉄道局総務課企画室長、同局都市鉄道政策課長、国土交通省総合政策局国際政策課長、鉄道局総務課長、国土交通省大臣官房総務課長などを歴任。
2020年（令和2年）7月21日、国土交通省大臣官房審議官（国土政策局、観光庁担当）に就任。
2021年（令和3年）7月1日、航空局航空ネットワーク部長に就任。
2022年（令和4年）10月1日、国土交通省大臣官房審議官（危機管理、海事局担当）に就任。同日、内閣官房内閣審議官（内閣官房副長官補付）兼内閣官房小型無人機等対策推進室審議官に就任。
2023年（令和5年）7月7日、国土交通省大臣官房総括審議官に就任。
2024年（令和6年）7月1日、鉄道局長に就任。

#### リスト
1. ↑  [7][8][9][10][11][12][13][14][15][16]